# کرکلند و الیس
کرکلند و الیس (به انگلیسی: Kirkland & Ellis) یک شرکت حقوقی چندملیتی است که در سال ۱۹۰۹ تأسیس شد و مرکز آن در لاسال ۳۰۰ شمالی در شهر شیکاگو است. این شرکت ۱٬۵۱۷ وکیل دارد و درآمد آن در سال مالی ۲۰۱۲ بالغ بر ۱٫۹۴ میلیارد دلار بوده‌است که نسبت به سال ۲۰۱۱ افزایش ۶٫۶ درصدی داشته‌است.
کرکلند و الیس ۱۰ دفتر در شهرهای پکن، شیکاگو، هنگ کنگ، هیوستون، لندن، لس آنجلس، مونیخ، نیویورک، پالو آلتو، سان فرانسیسکو، شانگهای و واشینگتن دی سی دارد.